# Vallée-des-Rivières
Vallée-des-Rivières est une ville du Nouveau-Brunswick, située dans le territoire de la commission de services régionaux du Nord-Ouest. La municipalité a été constituée le 1er janvier 2023, à partir de la ville de Saint-Léonard, du village de Sainte-Anne-de-Madawaska, et des parties des DSL de la paroisse de Notre-Dame-de-Lourdes, de la paroisse de Rivière-Verte, de la paroisse de Sainte-Anne et de la paroisse de Saint-Léonard.